# Ulopedra spatulata
Ulopedra spatulata är en insektsart som beskrevs av Evans 1959. Ulopedra spatulata ingår i släktet Ulopedra och familjen dvärgstritar. Inga underarter finns listade i Catalogue of Life.